# 幡多歴史文化道
幡多歴史文化道（はたれきしぶんかどう）は、四国歴史文化道に指定されている高知県の観光モデル地域。大月町と四万十市と土佐清水市と宿毛市が対象。テーマは「立志の気風と土佐の小京都」。

## 名所
| 名所               | 位置                  | 語り部 | 備考                                                                                           |
| ------------------ | --------------------- | ------ | ---------------------------------------------------------------------------------------------- |
| 一條神社           | 四万十市中村          |        | 歴代の一條氏を祀った神社。                                                                     |
| 中村城跡           | 四万十市中村2356      |        | 一條氏の家老為松氏が四万十川と後川に囲まれた要害の地に築城した城跡。現在は公園として整備。     |
| 一條教房の墓       | 四万十市中村          |        | 室町時代に応仁の乱を避け、荘園のあるこの地に移り住み京都の街並みに似せた街づくりをおこなった。 |
| 不破八幡宮         | 四万十市不破          |        | 京都の石清水八幡宮を勧請した幡多の総鎮守。                                                     |
| 大文字の送り火     | 四万十市間崎          |        | 京都の大文字送りを模した送り火。                                                               |
| 金剛福寺           | 土佐清水市足摺岬214-1 |        | 四国霊場三十八番札所。                                                                         |
| ジョン万次郎資料館 | 土佐清水市養老303     |        | 江戸時代末期に出漁中に漂流し、アメリカの捕鯨船に救助され幕末に通訳などで活躍した。             |
| ジョン万次郎生誕地 | 土佐清水市中浜        |        | ジョン万次郎生誕地                                                                             |
| 柏島石堤           | 大月町柏島            |        | 野中兼山が建設した石堤。                                                                       |
| 宿毛歴史館         | 宿毛市中央2-7-14      |        | 宿毛の歴史や文化を紹介。                                                                       |
| 宿毛貝塚           | 宿毛市貝塚            |        | 縄文時代の遺跡。                                                                               |
| 野中兼山遺族の墓   | 宿毛市桜町16-2-2      |        | 土佐藩執政で多くの業績を挙げたが晩年失脚し没した。その妻子は幽閉され不遇の生涯であった         |
| 浜田の泊屋         | 宿毛市芳奈            |        | 若者が夜毎泊り夜警の奉仕などをおこなった宿泊所。                                               |